# Kanton Saint-Germain-de-Calberte

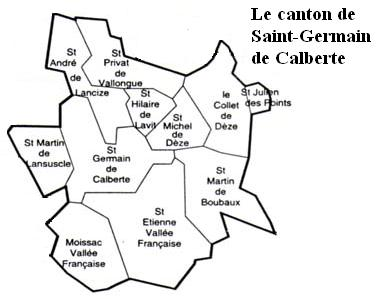
Der Kanton Saint-Germain-de-Calberte

Der Kanton Saint-Germain-de-Calberte war ein französischer Wahlkreis im Arrondissement Florac, im Département Lozère und in der ehemaligen Region Languedoc-Roussillon.
Der Kanton umfasste Wahlberechtigte aus folgenden elf Gemeinden:
| Gemeinde                       | Einwohner Jahr | Fläche km² | Bevölkerungsdichte | Code INSEE | Postleitzahl |
| ------------------------------ | -------------- | ---------- | ------------------ | ---------- | ------------ |
| Le Collet-de-Dèze              | 726 (2013)     | –          | – Einw./km²        | 48051      | 48160        |
| Moissac-Vallée-Française       | 226 (2013)     | –          | – Einw./km²        | 48097      | 48110        |
| Saint-André-de-Lancize         | 127 (2013)     | –          | – Einw./km²        | 48136      | 48240        |
| Saint-Étienne-Vallée-Française | 520 (2013)     | –          | – Einw./km²        | 48148      | 48330        |
| Saint-Germain-de-Calberte      | 445 (2013)     | –          | – Einw./km²        | 48155      | 48370        |
| Saint-Hilaire-de-Lavit         | 118 (2013)     | –          | – Einw./km²        | 48158      | 48160        |
| Saint-Julien-des-Points        | 112 (2013)     | –          | – Einw./km²        | 48163      | 48160        |
| Saint-Martin-de-Boubaux        | 180 (2013)     | –          | – Einw./km²        | 48170      | 48160        |
| Saint-Martin-de-Lansuscle      | 194 (2013)     | –          | – Einw./km²        | 48171      | 48110        |
| Saint-Michel-de-Dèze           | 230 (2013)     | –          | – Einw./km²        | 48173      | 48160        |
| Saint-Privat-de-Vallongue      | 257 (2013)     | –          | – Einw./km²        | 48178      | 48240        |